# Церковь Святого Петра (Зибург)
Церковь Святого Петра в Зибурге (нем. St. Peter zu Syburg) — романская церковь в Зибурге, нынешнем пригороде Дортмунда (Германия). Она является действующей протестантской приходской церковью Зибурга и служит концертной площадкой для двухмесячника Sonntagsmusiken Syburger.

## Расположение и значение
Стоящая на скалистом выступе над слиянием Рура и Ленне, церковь из песчаника является одной из самых заметных достопримечательностей этого района.

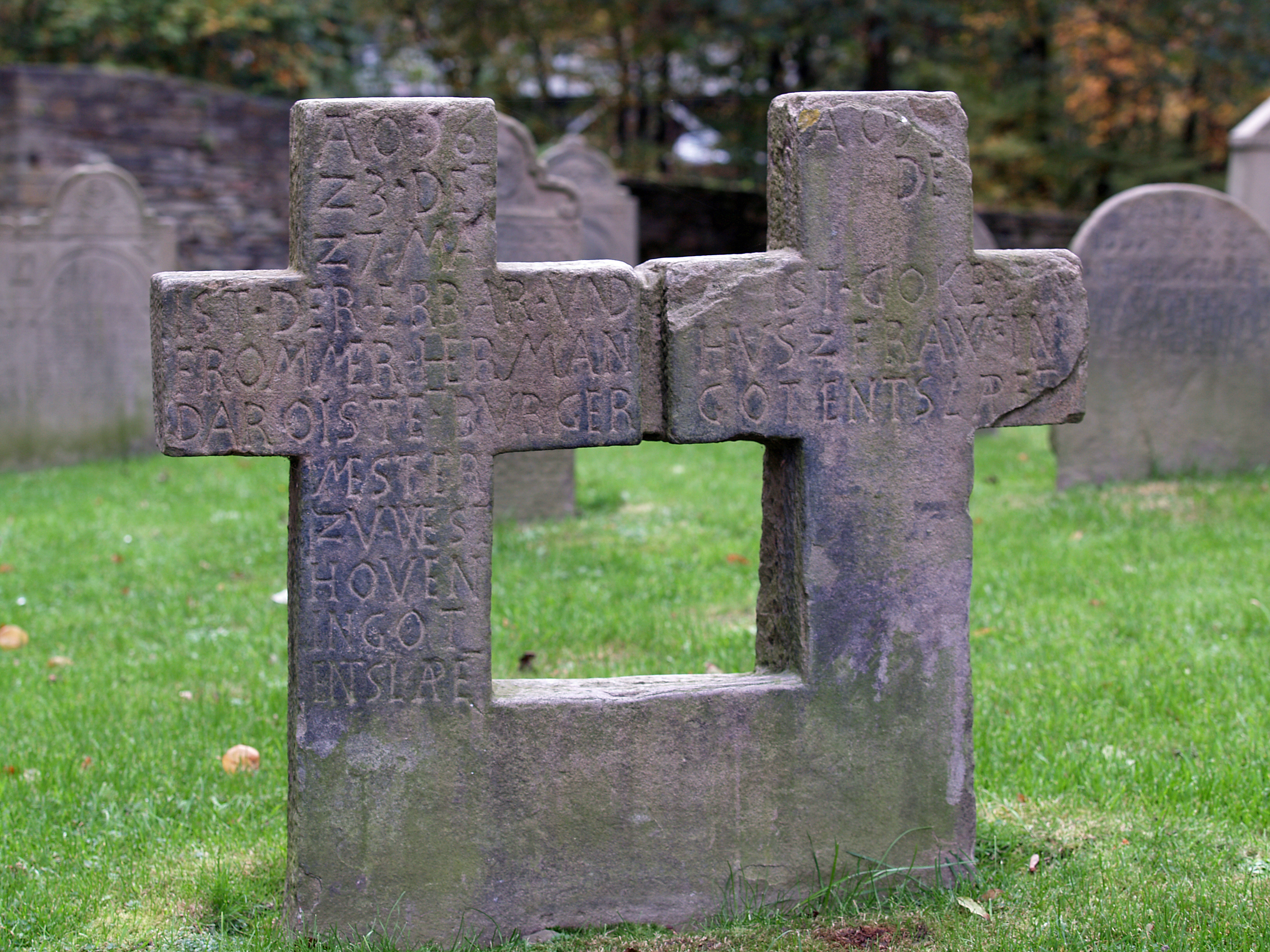
Древние надгробия на кладбище церкви

Церковь окружена территорией кладбища, на которой расположены старейшие надгробия в Вестфалии. Три из них датируются периодом между 750 и 850 годами, одно из которых находится в самой церкви.

## История
Карл Великий завоевал окрестные земли в 775 году. Первая церковь, описанная как базилика, упоминается в Лоршских анналах ещё в 776 году, что делает её самой старой в Дортмунде и, вероятно, во всей Вестфалии. Ныне изучаются остатки простого прямоугольного деревянного здания. Соседний замок Хохензибург, захваченный в том же году саксами, был освобождён папой Львом III в 799 году. В присутствии Карла Великого и других сановников, папа освятил церковь Святого Петра, покровителя династии Каролингов. В то же время Зибургу были предоставлены права паломничества, связанные с праздником дня Святого Марка 25 апреля, и было разрешено проводить двухнедельную ярмарку, связанную с этим праздником. Паломников привлекали многочисленные реликвии в церкви, в том числе серебряный череп Варвары Илиопольской.
Нынешнее здание церкви датируется XII веком. Оно было построено около 1100 года, имело плоский потолок и являлось церковью-крепостью. Башня, сохранившаяся до наших дней, была воздвигнута в XIII веке. Церковь оставалась важным местом паломничества на протяжении всего Средневековья. Она пострадала от пожара в 1673 году во время Голландской войны, приведшего к разрушению романской апсиды. Её заменил пресвитерий, построенный в 1688 году, со стрельчатыми окнами в готическом стиле.
Весной 1945 года, в конце Второй мировой войны, церковь была сильно повреждена бомбой, которая полностью разрушила неф. Он был перестроен вместе с одной секцией алтаря в 1953—1954 годах. При археологических работах в 1950—1951, 1976—1977 и 1983 годах были найдены фундаменты романской апсиды и квадратного здания времён Карла Великого.

## Интерьер

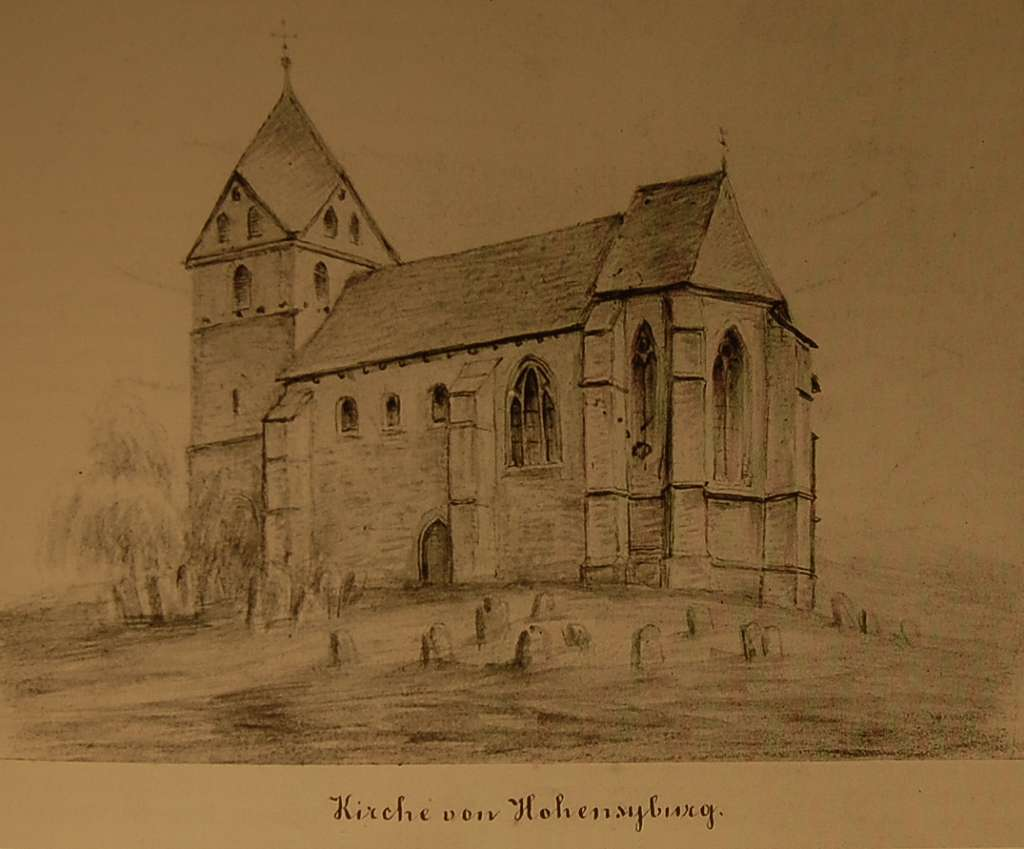
Вид церкви в середине XIX века, неизвестный художник.

После Реформации протестантский священник Люрман уничтожил в церкви всё, что было связано с католичеством. В результате, трудно проследить историю здания до 1580 года. Простой крест из белого каррарского мрамора, старейший артефакт в церкви, может быть датирован концом XV века. Крест ныне находится на первом этаже башни.
В 1950-х годах церковь была украшена витражами Вальтера Беннера: один с изображением святой Варвары находится в башне, а три, показывающие сцены из жизни святого Петра, — в алтаре. Скульптор Бернард Клайнханс (1926—2004) создал бронзовые фигуры святого Петра и его жены, основанные на легенде об исцеления Христом тёщи Петра. Бронзовый крест на алтаре с эмалевым украшением является работа Эгино Вайнерта из Кёльна.
Церковь служит местом действием в романе немецкой писательницы Гертруд фон Лефорт Spökenkieken. Eine Liebesgeschichte rund um die Kirche St. Peter zu Syburg und Haus Villigst.

## Музыка
В 1998 году в церкви появился новый орган, произведённый фирмой Claus Sebastian (Гестхахт). С тех пор церковь стала концертной площадкой для двухмесячника Syburger Sonntagsmusiken (Воскресная музыка Зибурга), фестиваля органной, камерной и вокальной музыки. По инициативе Вилли Гундлаха, куратора камерного хора Технического университета Дортмунда, на мероприятие были приглашены многие известные музыканты.